# Conte del Surrey
Il titolo di Conte del Surrey era un titolo dei Pari del Regno Unito che è stato creato per cinque volte. La prima volta venne creato per Guglielmo I di Warenne che combatté con Guglielmo I d'Inghilterra, mentre attualmente è un titolo sussidiario del ducato di Norfolk.

Stemma dei Warenne del Surrey

## Dai Warenne agli Howard
Il contado venne creato una prima volta per Guglielmo I di Warenne nel 1088 come ricompensa per il leale servizio prestato a Guglielmo I d'Inghilterra, egli ricevette le terre ed il castello di Reigate, nel Surrey, ma gli vennero donate proprietà in altre dodici contee. A quei tempi il contado veniva chiamato con il nome della famiglia che lo deteneva, quindi Warenne, nome che veniva dalle loro ancestrali proprietà della Normandia che si trovavano precisamente attorno a Bellencombre vicino al fiume Varenne. I Warenne detennero il titolo in modo diretto per tre generazioni finché Isabella di Warenne, contessa del Surrey (1130 circa-1203 circa) non lo dovette condividere con i suoi due mariti: Guglielmo I di Boulogne, terzogenito di Stefano d'Inghilterra e Hamelin de Warenne, conte del Surrey (1129 circa-1202) figlio illegittimo di Goffredo V d'Angiò e quindi fratellastro di Enrico II d'Inghilterra. Al momento della morte di Isabella il titolo passò al figlio suo e di Hamelin rimanendo alla famiglia Warenne per circa un altro secolo.
Nel 1347 John de Warenne, VII conte del Surrey (30 giugno 1286-giugno 1347) morì senza eredi maschi ed il titolo andò al nipote Richard FitzAlan, X conte di Arundel che era già Conte di Arundel. Suo figlio Richard FitzAlan, XI conte di Arundel (1346-21 settembre 1397) venne fatto giustiziare da Riccardo II d'Inghilterra ed il titolo ritirato dalla corona. Il contado passò brevemente al Duca di Surrey, ma venne restituito da Enrico IV d'Inghilterra a Thomas FitzAlan, quando questi morì nel 1415 senza lasciare eredi il titolo venne considerato estinto, mentre il titolo di Conte di Arundel passò a John FitzAlan, XIII conte di Arundel (1º agosto 1385-21 aprile 1421), cugino del defunto Thomas.
Il titolo venne riesumato per John de Mowbray, IV duca di Norfolk (18 ottobre 1444-14 gennaio 1476) nel 1451 e per Riccardo Plantageneto, I duca di York, nel 1477, poiché entrambi morirono senza eredi il titolo si estinse nuovamente.
Nel 1483 fu donato a Thomas Howard, II duca di Norfolk e rimase per lungo tempo in mano agli Howard, nonostante qualche interruzione quando il contado veniva requisito e poi ridonato alla famiglia.

## Conti del Surrey, (1088)
- Guglielmo I di Warenne
- Guglielmo di Warenne, II conte di Surrey, titolo ritirato nel 1101 e restituito nel 1103
- Guglielmo di Warenne, III conte del Surrey
- Isabella di Warenne, contessa del Surrey (1130circa-1203 circa) che divise il titolo con i due mariti
  - Guglielmo I di Boulogne
  - Hamelin de Warenne, conte del Surrey (1129circa-1202circa)
- Guglielmo di Warenne
- Giovanni de Warenne, VI conte di Surrey
- Giovanni di Warenne, VII conte del Surrey (30 giugno 1286-giugno 1347)
- Richard FitzAlan, X conte di Arundel
- Richard FitzAlan, XI conte di Arundel
- Thomas FitzAlan, XII conte di Arundel

## Duchi di Surrey (1397)
- Thomas Holland, I duca del Surrey (1374-7 gennaio 1400)

## Conti di Surrey e di Warenne (1451)
- John de Mowbray, IV duca di Norfolk (18 ottobre 1444-14 gennaio 1476), nipote dell'ultimo FitzAlan, divenne Duca di Norfolk nel 1466, morì senza eredi e i titoli si estinsero.

## Conti di Warenne (1477)
- Riccardo, figlio minore di Enrico IV d'Inghilterra, fu creato Conte di Warenne e Duca di Norfolk il 7 febbraio 1477 a soli tre anni d'età. Sposò quindi, il 15 gennaio 1478, Anne de Mowbray, VIII contessa di Norfolk (10 dicembre 1472-forse 19 novembre 1481), unica figlia del defunto John de Mowbray. Poiché Richard morì bambino, era uno dei Principi nella Torre i titoli si estinsero di nuovo.

## Conti di Surrey (1483)
- Thomas Howard, II duca di Norfolk, secondo cugino dell'ultimo conte Mowbray. Il titolo gli venne ritirato nel 1485 dopo la Battaglia di Bosworth Field dove suo padre fu ucciso. Il titolo di conte gli fu ridato nel 1489, mentre quello di duca nel 1514
- Thomas Howard, III duca di Norfolk, titolo confiscato nel 1547 e restituito nel 1553
- Henry Howard, conte di Surrey
- Thomas Howard, IV duca di Norfolk, titolo requisito nel 1572 al momento della sua esecuzione
- Philip Howard, XX conte di Arundel (28 giugno 1557-19 ottobre 1595), ereditò il titolo di Conte di Arundel dal nonno materno nel 1580, tutti i titoli vennero requisiti nel 1589

Thomas Howard, XXI conte di Arundel, titolo restituito nel 1604
- Henry Howard, XXII conte di Arundel (15 agosto 1608-17 aprile 1652), fu creato Barone Mowbray nel 1640
- Thomas Howard, V duca di Norfolk (9 marzo 1627-13 dicembre 1677), il titolo ducale venne restituito alla famiglia nel 1660, da quel momento il titolo di Conte del Surrey diventa sussidiario a quello di Duca di Norfolk.